# Karl-Johan Persson

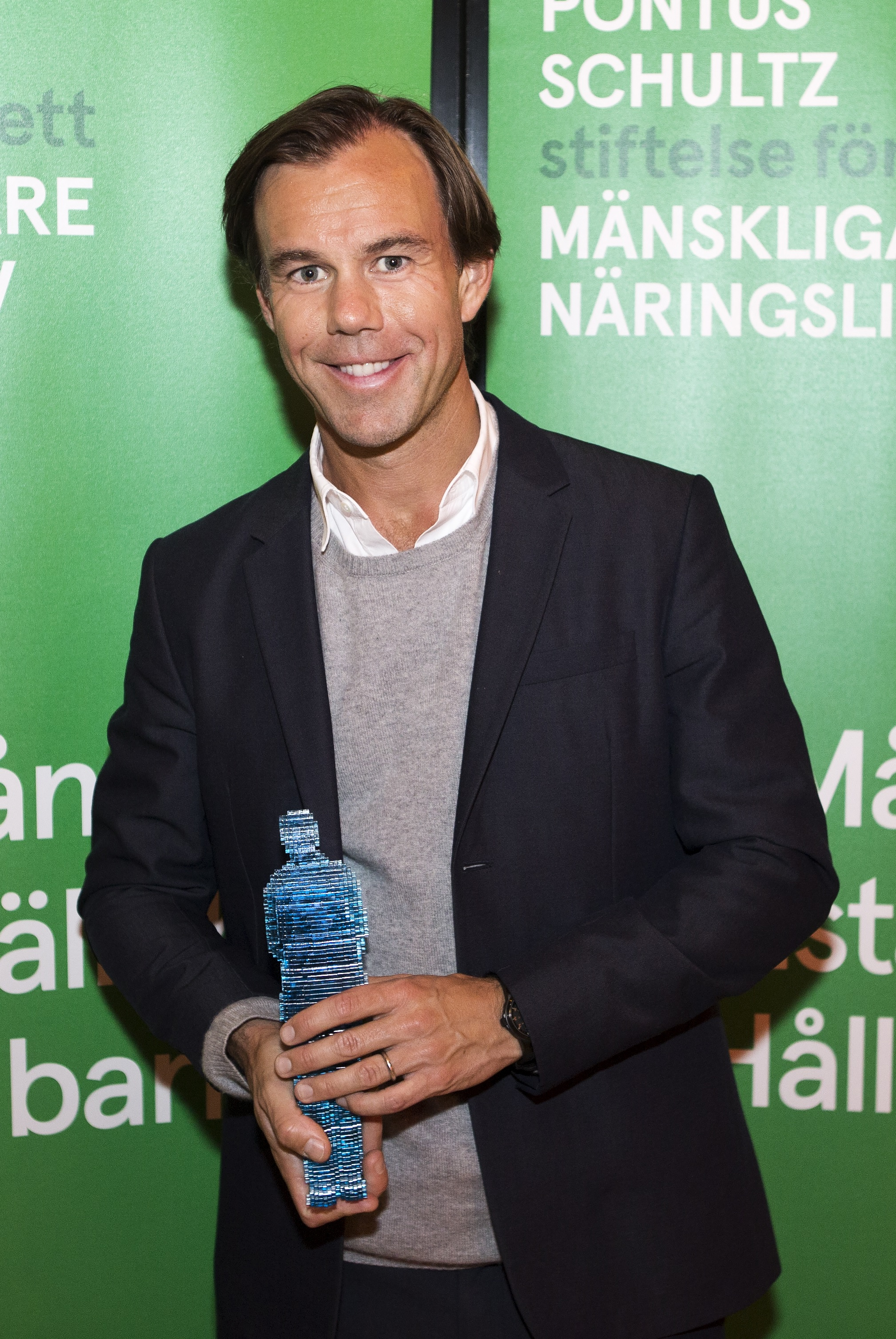
Karl-Johan Persson (2014)

Karl-Johan Erling Göran Persson (* 25. März 1975 in London) ist ein schwedischer Manager.

## Leben
Persson ist ein Sohn des schwedischen Managers Stefan Persson. Er studierte Wirtschaftswissenschaften an der European Business School in London. Seit 2009 ist er als Nachfolger von Rolf Eriksen Generaldirektor und Vorstandsvorsitzender der schwedischen H&M Gruppe.
Persson ist mit Leonie Gillberg verheiratet.